# Гламур
Гламу́р (от фр. glamour ['ɡlamuʁ] букв. «шарм, секс, обаяние») — эстетический феномен, основанный на принципах гедонизма и связанный с культурой массового потребления, модой и шоу-бизнесом. Для мировоззрения гламура характерны акценты на роскошь и внешний блеск.

## Суть явления
Культура  — это результат восприятия аристократических ценностей пришедшим на смену дворянству классом буржуазии. Аристократические роскошь и сексуальная свобода являлись, с точки зрения протестантской этики нарождающегося класса, запретным плодом, что, однако, не делало их менее привлекательными. Но если для высшего класса эпохи феодализма эти человеческие проявления были естественны, адаптированные для высшего класса нового времени они приобрели черты театральности. Первыми носительницами «чистого гламура» стали куртизанки. Эротика женского тела была и остаётся одной из основ гламура.
В специальной литературе также отмечается, что гламур «воздействует на общественное сознание индивидов, прежде всего тем, что замещает созданный коллективным опытом жизненный мир сфабрикованным симулякром или, в более мягкой форме, вводит в жизненный мир сконструированные им компоненты»:12.
Как отметил профессор Уорикского университета Stephen Gundle, автор книги «История гламура» — в саму природу этого явления заложен оксюморон. В основе гламура лежат такие несовместимые пары понятий, как «неряшливая элегантность, доступная эксклюзивность, демократичный элитаризм».

## История термина
Английское слово glamour возникло в Средние века, как вариант к grammar «грамматика», «книга», заимствованного из фр. grammaire (развитие значений такое: грамматика → сложная книга → книга заклинаний → колдовство, заклинания → чары, очарование; ср. также фр. grimoire, рус. гримуар «книга заклинаний», того же происхождения).
Слово стало широкоупотребительным благодаря Вальтеру Скотту, в чьей поэме The Lay of the Last Minstrel оно обозначает особое волшебство, превращающее людей, их жилища и т. д. в более великолепные версии самих себя.
В конце XIX-го века общее значение смещается, и термин применяется в отношении обычных предметов и ювелирных изделий без коннотации сверхъестественного, просто акцентируя внимание на внешний вид. Это слово становится модным в 1930−1950 годы, прочно ассоциируясь с периодом расцвета голливудской «фабрики грёз».
В современном использовании слово гламур часто путают со стилем или красотой, однако это может быть понято по-разному: гламур может создать видимость красоты и настоящего личного стиля.
Первые фиксации слова гламур (произношение по французскому образцу, хотя в современном виде и значении слово сформировалось в английском) в русском языке отмечены в 1990-е годы, однако широко распространённым оно стало в 2000-е годы. Впервые русская лексема гламур зафиксирована в «Новом словаре иностранных слов» Л.П. Крысина в 2005 году, тогда как слово «гламурный» встречается в 2000 году в «Словаре иностранных слов» Н.Г. Комлева. Эпоха 1990-х — 2000-х в России отмечена использованием слова гламур по отношению к отечественным звёздам, в том числе, приданию в прессе негативной окраски лексеме, с целью противопоставления. Пиком использования лексемы считаются 2007−2008 годы, когда роскошь становится неотъемлемым элементом культуры.

## Употребление
Применяется прежде всего к моде на одежду и косметику, а в расширительном употреблении — также к стилю жизни, развлечениям и прочему. К «гламурным» обычно относят стандарты одежды и жизни, рекламируемые в «женских» и «мужских» глянцевых журналах (понятия «глянцевый журнал» и «гламурный журнал», «гламур» и «глянец» часто выступают как взаимозаменяемые).

### Звёзды
Кино

Вирджиния Пострел: «Гламур не возникает на пустом месте, люди не просыпаются утром гламурными».
Звёзды раннего Голливуда считаются особенно гламурными, поскольку тогда применялись особые усилия для гламуризации звёзд. Например, фотографии делались в комнатах, специально окрашенных так, чтобы выгодно подчеркнуть оттенок кожи актёров и актрис, также особое внимание обращалось на волосы и одежду.
Особенно узнаваемыми являлись:
- Марлен Дитрих
- Джоан Кроуфорд
- Грейс Келли
- Хэди Ламарр — ей приписывают высказывание: «Любая девушка может быть гламурной. Всё, что вам нужно сделать, — это стоять на месте и выглядеть глупо».
- Шон Коннери
- Мэрилин Монро [14]

### Архитектура
Многие формы архитектуры используют гламурные мотивы для улучшения внешнего вида. Стиль art deco, как правило, считается гламурным.

### Гламурное фото
В англоязычном мире слова «гламурное фото» и «гламурная фотомодель» (англ. glamour photo, англ. glamour model) отсылают прежде всего к определённому жанру эротической фотографии, но в русском языке это далеко не обязательно. В русском языке синонимом к этому слову подходит слово «шикарно, шик». Фотографы используют сочетание косметики, освещения и методы аэрографии, нередко прибегая также и к компьютерной обработке снимков для получения наиболее физически привлекательного образа модели.
В числе гламурных фотографов 20-х годов XX века:  Джордж Харрелл, Рут Харриел Луиз, которые использовали особенности освещения для достижения яркого эффекта. В 2010-е годы в гламурной фотографии всё чаще можно встретить полуобнажённых мужчин.

## Галерея
- Джоан Коллинз и Софи Лорен — иконы гламура
- Mercedes CLS считается символом вычурного вкуса, богатства и вызывающего образа жизни
- Стиль Art Deco[18]